# Pułk Ultonia
Regimiento de Infanteria Ultonia – jeden z irlandzkich pułków armii hiszpańskiej. 
Utworzony najprawdopodobniej w 1709 roku w Saragossie na bazie wcześniejszego Regimiento de Galmoy, który wspierał jakobitów w Irlandii od 1689 roku. Od 1709 roku nazywany Regimiento de Mac-Aulif, ponieważ dowodził nim wówczas pułkownik Demetrio Mac Aulif. W herbie pułku widniała harfa – symbol Irlandii. Dewizą pułku było: EL INMORTAL („nieśmiertelny”).

## Nazwy pułku
Pułk jeszcze wielokrotnie zmieniał nazwę:
- 1709 – Regimiento de Mac-Aulif
- 1709 – Regimiento de Mac-Aulif nr 2 de la Infanteria irlandesa
- 1715 – Regimiento de la Infanteria extranjera nr 3 /li>
- 1718 – Regimiento de Infanteria fijo de Ultonia
- 1741 – Regimiento de Infanteria de Ultonia nr 29
- 1769 – Regimiento de Infanteria de Ultonia nr 27
- 1810 – Batallon de Distinguidos de Ultonia
- 1811 – Regimiento de Distinguidos de Ultonia
- 1815 – Regimiento de Infanteria de Ultonia nr 27
- 1816 – Regimiento de Infanteria de Ultonia nr 30
- 1818 – rozwiązany
- 1939 – Regimiento Mixto de Infanteria nr 84
- 1955 – Regimiento Mixto de Infanteria de Ultonia nr 59
- 1960 – Agrupacion de Infanteria de Alcantara nr 33
- 1963 – Regimiento de Infanteria de Ultonia nr 59
- 1986 – ostatecznie rozwiązany